# 복사강제력

복사강제력 및 기후 민감도에 대한 평가는 어떤 물리적 매개변수가 온도 변화에 기여하는지 보여준다. 주황색 막대로 표시된 매개변수는 온도 상승(양의 복사강제력으로 인해)으로 이어지는 반면, 파란색 막대로 표시된 매개변수는 온도 감소(음의 복사강제력)로 이어진다.

복사강제력(Radiative forcing) 또는 기후강제력(climate forcing)은 온실 기체, 에어로졸 농도, 태양 복사 변화 등 다양한 요인으로 인해 발생하는 지구 대기의 에너지 균형 변화를 정량화하기 위해 기후학에서 사용되는 개념이다. 더 기술적인 용어로 말하면 "기후 변화의 외부 동인의 변화로 인한 순, 하향 마이너스 상향 복사 플럭스(W/m2로 표시)의 변화"이다.  이러한 외부 동인은 피드백 및 기후 시스템 내부에 존재하며 불균형의 방향과 규모에 더 많은 영향을 미치는 변동성이다.
모항성 및 나머지 우주 공간과 복사 평형 상태에 있는 행성은 순 영 복사 강제력과 행성 평형 온도로 특징지어질 수 있다.
복사강제력은 단일 장비가 독립적으로 측정했다는 의미에서 "사물"이 아니다. 오히려 그것은 보다 근본적인 물리학 원리로부터 그 강도를 추정할 수 있는 유용한 과학적 개념이다. 복사강제력은 측정 가능한 다른 대기 매개변수의 변화를 관찰하고 분석하여 계산할 수도 있다.:1–4
지구상의 복사강제력은 대류권계면과 성층권 꼭대기에서 의미 있게 평가된다. 이는 평방 미터당 와트 단위로 정량화되며 종종 지구 전체 표면적에 대한 평균으로 요약된다. 복사 강제력은 태양 일사량, 표면 알베도, 일반적으로 온실 가스로 알려진 복사 활성 가스 및 에어로졸의 대기 농도에 따라 달라진다.
IPCC는 복사강제력 변화에 대한 현재의 과학적 합의를 다음과 같이 요약했다. "1750년에 비해 2019년 인간에 의한 복사강제력 2.72 W/m2로 인해 기후 시스템이 따뜻해졌다. 이러한 온난화는 주로 온실가스 농도 증가에 기인하며 부분적으로 냉각으로 인해 감소한다. 에어로졸 농도가 증가했기 때문이다.":11

## 같이 보기
- 지구음암화
- 지구 온난화 지수